# Robrichia schomburgkii
Espèce
Statut de conservation UICN

 LC  : Préoccupation mineure
Synonymes
Selon Tropicos (06/06/2022) et GBIF (06/06/2022) :
- Enterolobium schomburgkii (Benth.) Benth.
- Enterolobium schomburgkii var. schomburgkii
- Feuilleea schomburgkii (Benth.) Kuntze
- Mimosa wilsonii Standl.
- Pithecellobium schomburgkii Benth.[4] - Basionyme

Robrichia schomburgkii est une espèce de plantes à fleurs de la famille des Fabaceae. C'est un grand arbre forestier originaire du nord de l'Amérique du Sud. Il s'agit de l'espèce type du genre Robrichia (Barneby & Grimes) A.R.M. Luz & É.R. Souza, 2022.
Il est connu en Guyane sous les noms d’Acacia franc, Bois-la-morue (Créole), Akïkïnami (Wayãpi), Bougou-bati-batra (Nenge tongo), Tamaren-prokoni (Saramaka), Boegoe-bati-batra (Paramaka), Kassa (Aluku).
Ailleurs, on l'appelle Guaranaramuji (Yanomami), Ududu (Yekwana), Curariua grande au Venezuela, Tamboril, Sucupira-amarela (Amazonas), Timburi, Orelha-de-macaco, Faveira-orelha-de-macaco, Fava-de-rosca, Orelhé-de-negro, Timbaúva, Timborana, Timbó-da-mata, Faveira-dura, Faveca, Favela, Cambuí-sucupira (Bahia, Espírito Santo), Fava-uingue au Brésil.

## Description

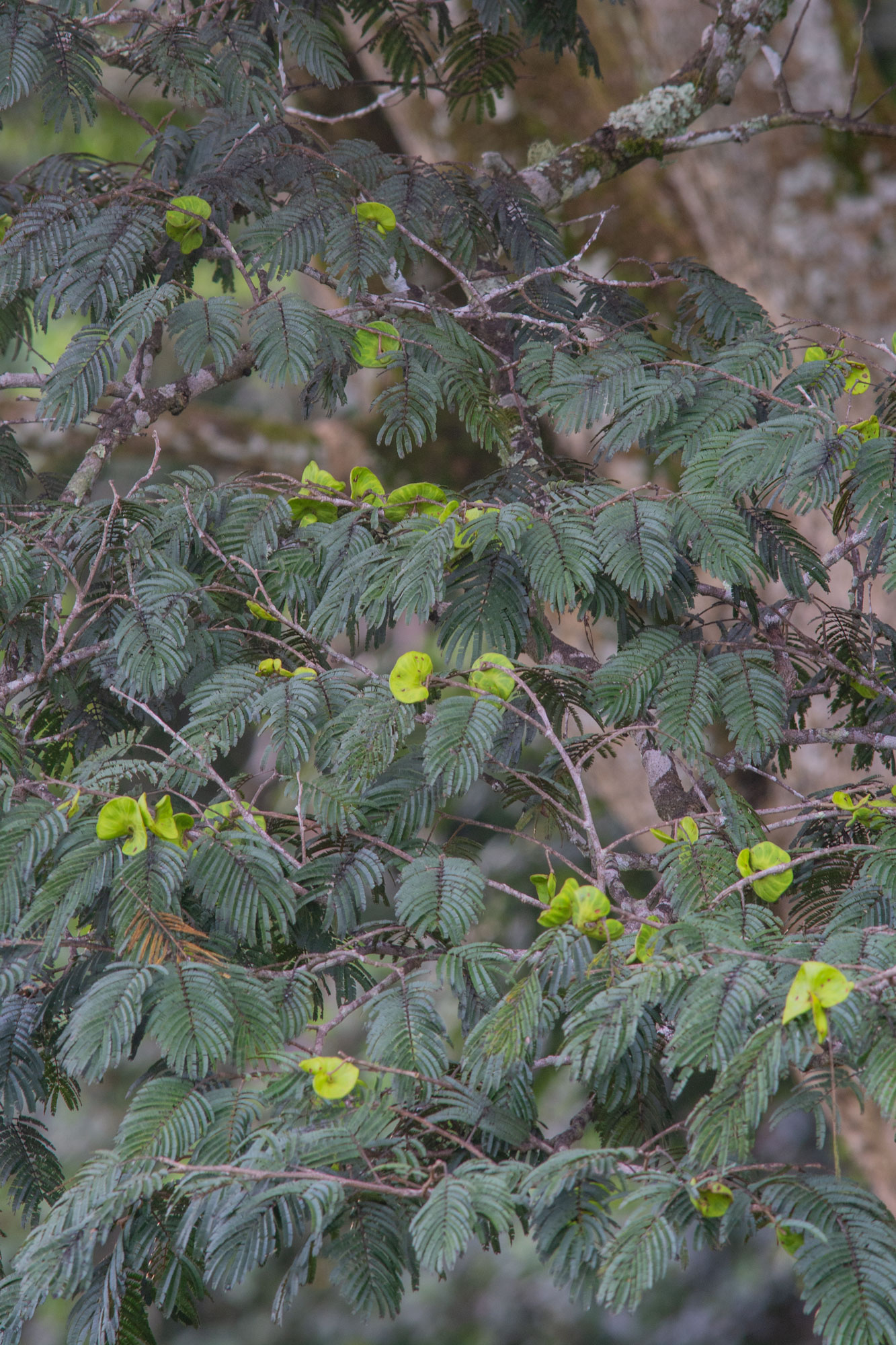
Branches fructifère de Robrichia schomburgkii à Puerto López en Colombie.

Robrichia schomburgkii est un arbre haut de 10–50 m (fertile à partir de (6)8 m), de diamètre moyen de 75 cm, avec un houppier tabulaire large et bas.
Son tronc est épais, plus ou moins dressé et presque cylindrique, recouvert d'une écorce rugueuse, s'exfoliant en grosses plaques irrégulières, de 60-100 cm de diamètre
Son bois est jaune cuivré ou rougeâtre, un peu veiné
Sa sève est collante presque incolore.
Les rameaux anguleux, tomenteux-ferrugineux lorsqu'ils sont jeunes, ainsi que les pétioles, rachis, pédoncules et fleurs.
Les feuilles sont alternes, bipennées, longues de (10)12-27(35) cm.
Les stipules sont de forme oblancéolée, mesurant 3-10 x 1-4 mm, précocement caduques.
Le pétiole est bi-canaliculés sur la face supérieure, avec une grosse glande basale.
Le rachis mesure (6)8-19(24,5) cm, porte 1-4 glandes à la base des pennes supérieures.
Les segments inter-pennes sont longs au maximum de 4-9(11) mm.
On compte 10-20(30) paires de pennes, avec les rachidules des plus longues à mi-tige mesurant (2,2)3-6(6,7) cm.
Chaque penne compte (32)40-60(83) paires de folioles de forme linéaire ou étroitement lancéolées, à base oblique, faiblement auriculée ou rectangulaire, coriaces, brillantes sur la face supérieure, pubescentes en dessous, mesurant 2–5(10) × 0,4–0,8(1) mm.
L'inflorescence axillaire à (16)20-45(55)-fleurs est un capitule fasciculé (ou racème capituliforme) à 3-9 pédoncules par nœud (les plus longs mesurant (13)15-30(46) mm), ou une courte panicule de capitules, porté par un pédoncule ferrugineux-tomenteux, long de 2-4 cm, à fleurs blanches ou jaunâtres.
Les fleurs périphériques sont ± pédicellées, et pas les fleurs terminales.
Les bractées persistent jusqu'à l'anthèse, mesurant 1,2-2,5 mm, sont de forme linéaire-oblancéolée ou spatulée pour les fleurs périphériques, et de forme ovale pour les fleurs terminales.
Les fleurs sont dimorphes :
- Les fleurs périphériques ont des pédicelles longs de 0-2 x 0,2-0,4 mm, un calice étroitement évasé, à 5 segments, long de (2,3)2,5-3,3(3,5) x 1,2-1,6 mm, une corolle blanche, en entonnoir à 5 lobes, longue de (3,2)3,5-5,2 mm, une androcée longue de 10,5-13,5 mm à 20 étamines exsertes, unies à leur base, sont exsertes, avec des anthères non glanduleuses, un ovaire sessile, obliquement tronqué de ± 1,3 mm, densément strigilleux dans l'ensemble.
- Les fleurs terminales sont dépourvues de pédicelles, avec un calice largement campanulé de (2,2)2,4-3,8 x 1,8-2,6 mm, une corolle de (4)4,5-8 mm, une tube staminal de 5-9,5 mm, un ovaire non fonctionnel, entouré à la base par un disque nectaire à 5 lobes.

Le fruit est gousse ligneuse, circinée, glabre, à surface rugueuse, de couleur brun foncé rougeâtre, transversalement veinée, réniforme ou orbiculaire, aplatie (environ 0,1 cm d'épaisseur), large de 2 à 3(4) cm, régulièrement incurvée sur ± 3/4-1,5 d'une spirale aplatie, corps comprimé, mesuré le long du milieu des valves, 5-12 x 1,8-3(3,3) cm, à sutures légèrement épaissies, quelque peu renflée sur les graines cloisonnées.
La gousse est indéhiscente mais ses alvéoles se rompent sous la pression transversalement entre les graines, celles-ci libérées dans la nature uniquement par les prédateurs ou par les intempéries.
Les 12 à 18 graines sont dures, de couleur verdâtre, dodues à profil large oblongues-elliptiques mesurant ± 6-8 x 3,2-4,7 mm, ornées d'un pleurogramme étroit en forme de U de 4,7-6,5 x 1,8-2,7 mm, enchâssées dans un mésocarpe jaunâtre, très sucré et comestible,,,,,,.

## Répartition
Robrichia schomburgkii est présent de façon discontinue du Sud du Mexique, au sud-est du Brésil (sud de Bahia, et forêt tropicale atlantique de Rio de Janeiro), en passant par la Colombie, le Pérou, une grande partie de l'Amazonie brésilienne (Pará), le Venezuela (Bolívar, Amazonas) et les Guyanes (Guyana, Suriname, Guyane).

## Écologie
Robrichia schomburgkii est un arbre à feuillage caduc, héliophile à sciaphile, hygrophyte séléctive, secondaire, caractéristique des forêts tropicales humides d'Amazonie et Atlantique, où il est moyennement fréquent dans les forêts anciennes et secondaires (capoeirões), sur sols bien drainés mais fertiles et riches en matière organique.
Ses graines produites en abondance, sont disséminées sur de petites distances par des singes et d'autres animaux (zoochorie).
Robrichia schomburgkii pousse communément dans les Guyanes dans les forêts tropicales semi-décidues sempervirentes et plus sèches à basse altitude (au-dessus de la ligne de crue), et fleurit de septembre à avril,. On le rencontre au Venezuela dans les forêts de plaine sempervirentes de terre ferme (non inondées), autour de 100–200 m d'altitude.
Dans le centre de la Guyane, il est présent mais rare dans les forêts de terre ferme (non inondées), et on l'a vu en bouton et en fruits en octobre.
Au Brésil, il fleurit dans la forêt tropicale amazonienne de terre ferme en septembre-octobre et fructifie en juillet-août et sa phénologie au Brésil a été suivie.
On peut identifier Robrichia schomburgkii à son charbon et à l'anatomie de son bois.
La germination des semences de Robrichia schomburgkii a fait l'objet de nombreuses études,,,,,,,,,,.
Mimoshes enterolobii Kingsolver & Johnson, 1978 (Coleoptera: Bruchidae) pérdate les graines de Robrichia schomburgkii.

## Culture
Pour obtenir des graines viables, il est conseillé de récolter les fruits directement sur l'arbre quand ils commencent à tomber, ou au sol sous le pied mère, et de les casser pour en extraire les graines dures (1 kg de graines contient environ 1 600 unités).
Pour la germination des semis, il est recommandé de scarifier les graines (mécaniquement ou chimiquement,), et de les placer dans un substrat organo-sableux recouvert de 0,5 cm de substrat tamisé en plein soleil. Les graines lèvent alors en 10-15 jours avec un taux de germination élevé.

## Utilisation
La maigre pulpe qui entoure les graines de Robrichia schomburgkii est sucrée et comestible, appréciés par la faune sauvages.
Le bois de Robrichia schomburgkii est difficile à couper, texture moyenne, grain irrégulier à inversé, bonne résistance et moyennement durable, de couleur jaune cuivré ou rougeâtre, veiné de brun-violacé, très résistant aux termites, assez facile à travailler, à grain moyen, assez lourd (densité : 0,68 à 0,93). On s'en sert en charpenterie, en menuiserie, ébénisterie, les traverses, le matériel roulant, dans la construction navale,,,,,,,.
Robrichia schomburgkii produit des nodosités et présente un grand potentiel de plantation, et est particulièrement employé au Brésil pour la revégétalisation de zones dégradées,.
Robrichia schomburgkii peut être employé comme plante fourragère.
La gomme du tronc de Robrichia schomburgkii serait un remède populaire en Amérique centrale pour soigner la bronchite et d'autres douleurs de poitrine. Le sirpo tiré de l'acorce aurait des vertus pour traiter le rhumes et les catarrhes, les hémorroïdes, et le cataplasme de feuilles appqiserait les tumeurs enflammées,.
L'extrait de bois de Robrichia schomburgkii présente une activité antimicrobienne.
L'écorce épaisse d'une espèce proche d'Amérique centrale (Enterolobium cyclocarpum) est employée pour le tannage des peaux et du cuir, et pour produire une sorte de lessive pour laver les vêtements, et ses graines très dures et cerclées d'un trait orangé servent à fabriquer des bijoux.

## Protologue
En 1844, le botaniste George Bentham propose le protologue suivant pour Pithecellobium schomburgkii Huber, basionyme de Robrichia schomburgkii (Benth.) A.R.M. Luz & É.R. Souza : 
« P.? Schomburgkii, (sp. n.), ramulis petiolisque ferrugineo-tomentosis, pinnis 18-20-jugis, foliolis 50-60-jugis parvis lineari-falcatis supra nitidis subtus ferrugineo-puberulis, glandula petiolari oblonga, floribus in capitulo sessilibus, calyce corolla dimidio breviori, ovario sessili villoso.— Foliola vix lineâ longiora. Pedunculi fasciculati, vix pollicares. Calyces turbinato-tubulosi 1 lin. longi. Corolla vix 2 lin. longa. — Pedrero, on the Rio Negro, Schomburgk, n. 874. »
— George Bentham, 1844.